# Patrick O. Brown
Patrick "Pat" O'Reilly Brown (nacido en 1954) es director ejecutivo y fundador de Impossible Foods Inc. y profesor emérito en el departamento de bioquímica de la Universidad de Stanford. Brown es cofundador de la Biblioteca Pública de Ciencias, inventor del microarray de ADN, y ex investigador del Instituto Médico Howard Hughes.

## Educación
Brown estudió en la Universidad de Chicago, donde obtuvo su BS en 1976 y MD en 1982, y su doctorado, otorgado en 1980 bajo la dirección de Nicholas R. Cozzarelli, involucró el estudio de las topoisomerasas de ADN.

## Carrera académica
Después de obtener su título de médico en 1982, Brown completó una residencia pediátrica de 3 años en el Children's Memorial Hospital en Chicago, pero decidió que podría tener un mayor impacto trabajando en investigación. En 1985, Brown realizó una beca posdoctoral de 3 años en la Universidad de California en San Francisco con J. Michael Bishop y Harold Varmus (quienes compartieron el Premio Nobel de Medicina de 1989 por sus descubrimientos sobre cómo los genes pueden encender tumores cancerosos). En UCSF, Brown y sus colegas definieron el mecanismo por el cual los retrovirus, como el virus del SIDA, integran sus genes en el genoma de las células que infectan, lo que ayudó a desarrollar nuevos fármacos para combatir la enfermedad.
En 1988, Brown se convirtió en investigador del Instituto Médico Howard Hughes y profesor asistente en el Departamento de Bioquímica de la Facultad de Medicina de la Universidad de Stanford, donde continuó investigando la replicación retroviral. A principios de la década de 1990, Brown comenzó a desarrollar una nueva tecnología para permitir la investigación sistemática del comportamiento y las propiedades de genomas completos, llamados microarrays de ADN. "Tenía una imagen mental de un microarray de ADN, incluso incluyendo los puntos fluorescentes rojos y verdes, unos años antes de haber descubierto los detalles de su fabricación", dijo Brown a The Scientist.
Brown y sus colegas crearon un dispensador robótico que podía depositar pequeñas cantidades de decenas de miles de genes individuales en un solo portaobjetos de vidrio, un "microarray de ADN" o "chip genético". Al inundar el portaobjetos con material genético marcado con fluorescencia derivado de una muestra viva, un investigador pudo ver qué genes se expresaban en las células. Poco después de su primera descripción de microarrays de ADN, el laboratorio de Brown publicó un manual de "cómo hacerlo" en la web que ayudó a estos dispositivos robóticos a convertirse en equipos estándar en laboratorios de ciencias de la vida en todo el mundo, en un esfuerzo dirigido por Joe DeRisi, Michael Eisen, Ash Alizadeh y otros.
Brown y sus colegas desarrollaron métodos experimentales para usar microarrays de ADN para investigar los principios básicos de organización del genoma, expresión génica, regulación y especialización celular, fisiología, desarrollo y enfermedad, y el microbioma, junto con herramientas estadísticas y computacionales para visualizar e interpretar el gran resultado. volúmenes de datos. Este trabajo fue especialmente revelador para los retratos moleculares de muchos cánceres humanos, incluidos los linfomas como DLBCL, cánceres de seno y otros tumores, como parte de diversas colaboraciones globales que incluyen a David Botstein, Michael Eisen, Lou Staudt, Ash Alizadeh y otros. Las tecnologías de microarrays se usan ampliamente para comparar patrones de expresión génica y otras características del genoma entre los individuos y sus tejidos y células, proporcionando información sobre las subcategorías de enfermedades, el pronóstico de la enfermedad y el resultado del tratamiento.
A partir de fines de la década de 1990, Brown comenzó a expresar públicamente su preocupación por lo que llamó "un proceso fundamentalmente defectuoso de publicación científica", en el que los académicos generalmente publicaban resultados de investigaciones financiadas con fondos públicos en editoriales privadas y comerciales que cobraban tarifas de suscripción por acceso a revistas.
“Consideramos que todo este proceso es evidentemente injusto. No solo a los científicos de los países pobres se les negaba el acceso a la información más reciente y mejor, sino que al público que apoya esta investigación también se le negaba el acceso. Sentimos que simplemente tenía que haber una mejor manera de hacerlo ", dijo Brown en una revista médica de la Universidad de Chicago.
Brown comenzó una colaboración con otros científicos, incluidos Harold Varmus (entonces director de los Institutos Nacionales de Salud), David J. Lipman (entonces director del Centro Nacional de Información Biotecnológica) y Michael Eisen, del Laboratorio Nacional Lawrence Berkeley, para revisar el sistemas de publicación científica y médica para poner a disposición documentos en plataformas de Internet en rápido desarrollo como Usenet y la World Wide Web.
"¿Por qué los editores deberían poder controlar lo que puedo hacer con la información publicada por mis colegas científicos cuya motivación era exactamente que sus descubrimientos contribuyan a futuros descubrimientos? (...) Ya teníamos herramientas existentes que podríamos utilizar para decir cosas de hipervínculos para poder reorganizar la información de manera sistemática, pero en realidad no estaban siendo explotadas por la literatura científica convencional ", dijo Brown en una entrevista con BioMedCentral Biology.
La revista Nature informó que el movimiento de acceso abierto de los científicos podría "significar el final de muchos títulos impresos"; Brown llamó a las revistas científicas basadas en suscripción "anacronismos".
En 2001, Brown, Eisen y Varmus cofundaron la Biblioteca Pública de Ciencias (PLOS) para hacer que la investigación científica publicada sea de acceso abierto y de libre acceso para los investigadores de la comunidad científica. Financiado por una subvención de la Fundación Gordon y Betty Moore, la organización sin fines de lucro abogó por el diseño de sistemas alternativos para financiar la publicación científica.
En 2002, Brown fue elegido miembro de la Academia Nacional de Ciencias de los Estados Unidos, identificándolo como uno de los mejores 2000 científicos de la nación. Es miembro de la Academia Nacional de Medicina y miembro de la Asociación Americana para el Avance de la Ciencia.

## Impossible Foods
En 2009, Brown tomó 18 meses sabáticos  para considerar cómo pasar el resto de su carrera. Brown decidió que el mayor problema ambiental del mundo, y el problema en el que su investigación podía tener un mayor impacto, era el uso de animales como productos alimenticios para humanos. Organizó una conferencia para crear conciencia sobre el problema. Pero el taller del Consejo Nacional de Investigación, llamado "El papel de la agricultura animal en un sistema alimentario global sostenible del siglo XXI", tuvo un impacto mínimo; poco después, decidió que la mejor manera de reducir la agricultura animal era ofrecer un producto competitivo en el libre mercado. 
Al final de su tiempo sabático, Brown había articulado los primeros pasos de su plan de negocios y comenzó a reclutar un pequeño equipo de científicos para determinar con precisión por qué la carne huele, se maneja, cocina y sabe a carne. Brown dijo que tenía el presentimiento de que la clave del sabor único de la carne era su alta abundancia de hemo, una molécula que contiene hierro en la sangre que transporta oxígeno y se encuentra en todos los organismos vivos. Brown teorizó que, si pudiera generar grandes cantidades de hemo a partir de fuentes vegetales, podría recrear el sabor de la carne animal.
Brown y un pequeño grupo de primeros empleados probaron la corazonada desenterrando raíces de trébol, que para el reino vegetal contienen altas cantidades de hemo. "Los diseccioné con una cuchilla de afeitar y luego los mezclé solo para ver qué podía extraer. Solo estaba hurgando, probando la viabilidad de algunas ideas. Llegué a un punto en el que, aunque no tenía demasiados datos, tuve suficientes para ir a hablar con algunas compañías de capital de riesgo, de las cuales hay un número ridículo en Silicon Valley, y golpeé sus puertas buscando algo de dinero", comentó Brown a The Sunday Times. Brown recaudó alrededor de $ 9 millones de dólares estadounidenses de Khosla Ventures y fundó Impossible Foods en julio de 2011. Brown y su equipo pasaron cinco años investigando y desarrollando la Impossible Burger, que se lanzó en restaurantes en 2016. Impossible Foods también está trabajando en carne de cerdo, pollo, pescado y productos lácteos a base de plantas hechos sin ningún animal.
Brown apoya firmemente el etiquetado de los productos de Impossible Foods como "carne", independientemente de su origen. En una entrevista de 2018 con Quartz, señaló, “los animales han sido la tecnología que hemos utilizado hasta ahora para producir carne... Lo que los consumidores valoran de la carne no tiene nada que ver con cómo se hace. Ellos simplemente viven con el hecho de que está hecho a partir de animales. Si estamos elaborando un producto que está entregando todo lo que es de valor en la carne para los consumidores, estamos llegando a ese nicho". Esta evaluación, según Brown, clasifica adecuadamente la carne por "cuál es el papel funcional que desempeña", en lugar de su fuente de origen. Estas declaraciones han puesto a Brown en desacuerdo con la industria de la carne, que a mediados de 2019 había presionado con éxito a las legislaturas estatales en Misuri y Arkansas para aprobar leyes que prohíban a los fabricantes de proteínas de origen vegetal como Impossible Foods y competidores como Beyond Meat, etiquetar sus productos como "carne".

## Premios
En 2000, Brown recibió el Premio de la Academia Nacional de Ciencias en Biología Molecular.
En 2002 recibió un premio Takeda, reconociendo su trabajo en "el desarrollo de microarrays de ADN con sondas de ADN pre-sintetizadas y la promoción de la tecnología mediante el lanzamiento de los métodos de producción en Internet". 
En 2005 recibió el Premio Curt Stern por sus contribuciones al desarrollo y la aplicación de microarrays de expresión basados en genes.
En 2006 recibió la Medalla de Honor de la American Cancer Society para la Investigación Básica, reconociendo "su desarrollo revolucionario de microarrays automáticos accesibles y de bajo costo, y sus contribuciones que salvan vidas en el campo de la genómica funcional... que a su vez ha producido una visión de la información genética fundamental para enfermedades tales como leucemia, linfoma, cáncer de próstata y cáncer de mama en estadio precoz."
En 2010, la Asociación de Instalaciones de Recursos Biomoleculares (ABRF) seleccionó a Brown para el Premio ABRF 2010 en reconocimiento al trabajo pionero de Brown en el desarrollo de microarrays y las diversas aplicaciones de esta tecnología en la investigación genética.
En 2016, el Foro Económico Mundial con sede en Ginebra, Suiza, nombró a Brown un pionero de la tecnología por su diseño, desarrollo y despliegue de nuevas tecnologías e innovaciones "a punto de tener un impacto significativo en los negocios y la sociedad".